# HINT2
HINT2 (англ. Histidine triad nucleotide binding protein 2) – білок, який кодується однойменним геном, розташованим у людей на короткому плечі 9-ї хромосоми. Довжина поліпептидного ланцюга білка становить 163 амінокислот, а молекулярна маса — 17 162.
| 10         |  | 20         |  | 30         |  | 40         |  | 50         |
| ---------- |  | ---------- |  | ---------- |  | ---------- |  | ---------- |
| MAAAVVLAAG |  | LRAARRAVAA |  | TGVRGGQVRG |  | AAGVTDGNEV |  | AKAQQATPGG |
| AAPTIFSRIL |  | DKSLPADILY |  | EDQQCLVFRD |  | VAPQAPVHFL |  | VIPKKPIPRI |
| SQAEEEDQQL |  | LGHLLLVAKQ |  | TAKAEGLGDG |  | YRLVINDGKL |  | GAQSVYHLHI |
| HVLGGRQLQW |  | PPG        |  |            |  |            |  |            |

A: Аланін

C: Цистеїн

D: Аспарагінова кислота

E: Глутамінова кислота

F: Фенілаланін

G: Гліцин

H: Гістидин

I: Ізолейцин

K: Лізин

L: Лейцин

M: Метіонін

N: Аспарагін

P: Пролін

Q: Глутамін

R: Аргінін

S: Серин

T: Треонін

V: Валін

W: Триптофан

Кодований геном білок за функцією належить до гідролаз. 
Задіяний у таких біологічних процесах, як апоптоз, метаболізм ліпідів, біосинтез ліпідів, біосинтез стероїдів, ацетилювання. 
Білок має сайт для зв'язування з нуклеотидами. 
Локалізований у мітохондрії.